# Nihondaira-Seilbahn

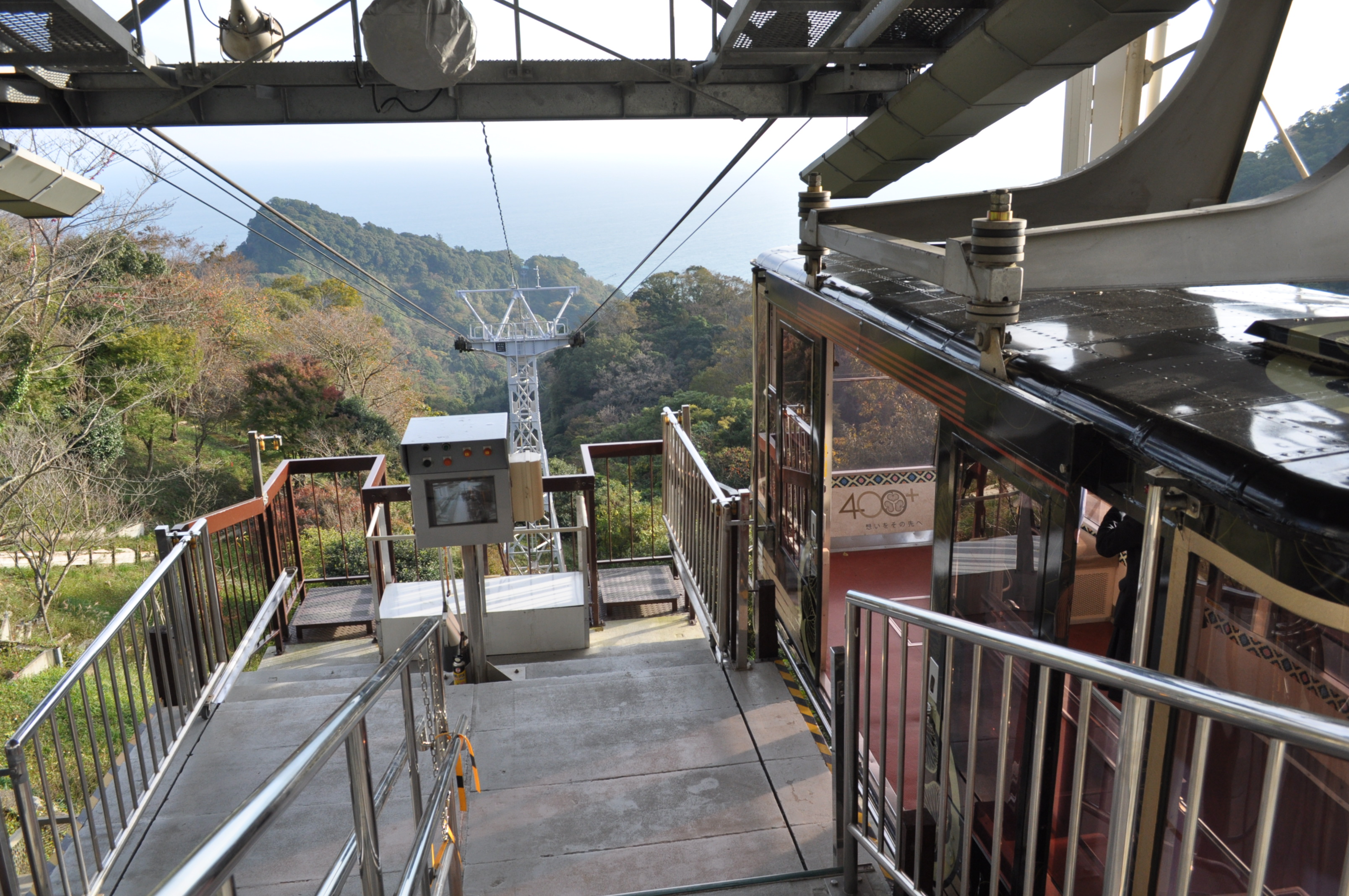
Bergstation

Die Nihondaira-Seilbahn (jap. 日本平ロープウェイ, Nihondaira Rōpuwēi; engl. Nihondaira Ropeway) ist eine Luftseilbahn in Japan. Sie befindet sich auf dem Gebiet der Stadt Shizuoka in der gleichnamigen Präfektur und führt auf den Nihondaira, einen Aussichtsberg an der Suruga-Bucht. Betrieben wird sie von der Bahngesellschaft Shizuoka Tetsudō. Die Seilbahn hat einen engen Bezug zum Shogun Tokugawa Ieyasu.
Die Talstation Kunōyama (久能山) befindet sich an der Südflanke des Bergs auf einer Höhe von 145 m T.P. und ist von der Küstenstraße aus über eine steile Treppe erreichbar. In unmittelbarer Nähe steht der Kunōzan Tōshō-gū, ein historisch bedeutender Shintō-Schrein. Die Luftseilbahn führt hinauf zur Bergstation Nihondaira (日本平) auf 269 m T.P., westlich des Gipfels und des Nihondaira-Observatoriums gelegen. Auf einer Länge von 1065 m überwindet sie eine Höhendifferenz von 124 m. Die beiden Kabinen bieten Platz für je 55 Personen und bewegen sich mit einer Geschwindigkeit von 4,7 m/s fort. In der Regel verkehrt die Luftseilbahn täglich alle 10 bis 15 Minuten von 09:00 Uhr bis 17:00 Uhr, die Fahrtzeit beträgt fünf Minuten.
Nach sechsmonatiger Bauzeit wurde die Luftseilbahn am 31. Mai 1957 eröffnet.